# Васил Ивановски
Васил Атанасов Ивановски, известен още с псевдонимите си Бистришки, Бистрицки, Динко Динков и Наско, е български комунистически деец, публицист, македонист, „теоретик“ на „македонската нация“ в рамките на ВМРО (обединена)“, деен участник в македонизацията на Пиринска Македония след Втората световна война. Според историографията на Северна Македония Ивановски е неин основоположник и виден „борец за афирмација на македонскиот национален идентитет“, а според българската историография е известен „със своите лутания по македонския въпрос“.

## Биография

### Ранни години и дейност в БКП (1921 – 1926)
Ивановски е роден на 18 октомври 1906 г. в костурското село Головраде, тогава в Османската империя. Баща му Атанас участва в Илинденско-Преображенското въстание, заловен е и е спасен от смърт едва след намесата на костурския владика Герман Каравангелис. След въстанието, вследствие на засилените андартски нападения, в 1907 – 1908 година семейство Ивановци заедно с голяма част от жителите на Головраде се изселва в съседния, разположен на река Бистрица градец Хрупища.
По време на Първата световна война семейството на Ивановски емигрира в Пловдив. Там той впоследствие завършва прогимназия (седмо отделение). На 15 години става тютюноработник и участва в работническите политически и синдикални организации. В 1922 година, на 16-годишна възраст, е приет в пловдивската секция на Българския комунистически младежки съюз (БКМС), а след една година става член на Българската комунистическа партия. Участва в подготовката на Септемврийското въстание в 1923 г. и е куриер на Областния комитет на БКП в Пловдив и по-точно на Военната организация на партията в Стара Загора. В Пловдив е и председател на дружеството Прогресивна младежка македонска емиграция.
След атентата срещу цар Борис III в Арабаконак Ивановски излиза в нелегалност с чета в Родопите. Притисната от властите, четата минава на гръцка територия, а Ивановски се легализира в Хасково. Тук участва активно в местната организация на БКМС и е избран за член на Окръжния му комитет. В 1926 година участва във формирането на Независимия работнически професионален съюз в Хасково и е организатор на стачка на тютюноработниците. В рамките на профсъюза създава работническа театрална група и се изявява като артист и рецитатор. Приет е за член на Пловдивския театър, но се отказва.

### В Съветския съюз (1926 – 1932)
През октомври 1926 година по предложение на БКП емигрира в СССР и пребивава в Дома на емигрантите в Одеса, докато властите проверяват неговата активност в България. След това е преместен в Тифлис, Грузия, където работи като партийно-политически работник в цигарена фабрика. През септември 1927 година е изпратен да учи в Комунистическия университет на националните малцинства на Запада в Москва. В 1929 година е приет за член на ВКП (б). В Москва се сближава с няколко югославски комунисти от Вардарска Македония – Трайко Мишковски, Алексо Демниевски, Малина Попиванова и други, които според Иван Катарджиев му повлияват за приемане на друго разбиране за македонците от това на тогавашното разбиране на българските комунисти – че те не са македонски българи, а отделна съвременна македонска нация. Ивановски завършва университета в началото на 1932 година и през пролетта на същата година се връща в България.

### Водач на ВМРО (обединена) и македонист (1932 – 1939)
Установява се в Пловдив и става член на Окръжния комитет на БКП в града. През пролетта на 1933 година заминава за София, където на националната конференция на ВМРО (обединена) заедно със Симеон Касабов са определени за членове на ЦК на ВМРО (обединена) за България (Областния комитет). Според думите на Ивановски той е „със задача да ръководи нейния легален и нелегален печат“. По-късно става политически секретар на организацията. В 1933 година в София издава брошурата „За идеите и задачите на македонското прогресивно движение в България“. На практика след връщането си от Москва Ивановски, заедно с Антон Югов, заема мястото на убития Димитър Сурлев начело на ВМРО (обединена) в България.
След приемането на Резолюцията на Коминтерна по Македонския въпрос през февруари 1934 година за съществуването на отделна македонска нация, Ивановски заедно с ВМРО (обединена) застава на македонистки позиции. През април публикува в близкия до ВМРО (обединена) вестник „Македонско знаме“ статията си „Национално-колониално угнетяване в Петричко“, в която твърди, че в Пиринска Македония има национален гнет и се провежда асимилаторска политика. След това, за да проучи евентуалните реакции, публикува в „Македонско знаме“ статията „Що е нация“, в която се говори само за хърватската нация. Броят е забранен и затова готовата си статия „Македонска нация“ Ивановски изпраща за публикация в чужбина. Тя излиза в материалите на Четвъртия конгрес на Македонския народен съюз в Америка и в издания на Коминтерна под името „Защо ние македонците сме отделна нация“ и в нея в духа на Сталиновата теория за нацията се аргументира съществуването на македонска нация и македонски език. Двете статии предизвикват шок и негодувание сред българската общественост и дори сред значителна част от членовете на БКП и ВМРО (обединена). Ивановски е изключен от Македонската народна студентска група на Васил Хаджикимов и Борис Михов заради това, че се придържа към „неоснователната теория за македонска нация и национален гнет в Пиринско“. Иван Катарджиев пише, че тезата на Ивановски „предизвика шок, недоразбирање и отпор во сите општествени слоеви во Бугарија. Тој се изразил и кај најоданите, најдисциплинираните кругови на бугарското комунистичко движење, независно од нивниот народносен карактер – Бугари или Македонци.“ Според самия Ивановски тезите му трудно си пробиват път с подкрепата на Димитър Влахов и Задграничното представителство на ВМРО (обединена).
Според Михаил Сматракалев, Ивановски, Ангел Динев и самият Сматракалев в тези години формират „идейния щаб“ на македонизма. Ивановски пише и за вестниците „Трудова Македония“, „Македонско единство“, както и за списанието „Македонски вести“. Редактор е на нелегалния „Македонска революция“. През юли 1936 година започва да списва „Бюлетин на Вътрешната македонска революционна организация (обединена)“. Пише и в нелегалните вестници „Обединист“ и „Ножот“. Ивановски е член на Областния комитет на ВМРО (обединена) в България и е отговорник за пропагандата. След заминаването на секретаря на Областния комитет Методи Шаторов за Югославия през есента на 1935 година, Ивановски поема неговия пост.
През 1935 година е информиран за големия провал във ВМРО (обединена) и успява да избегне ареста, като минава в нелегалност. В 1936 година е осъден задочно на 5 години и 50 000 лева глоба на процеса срещу ВМРО (обединена). След разпускането на ВМРО (обединена) Ивановски приема новия курс на БКП за вливане на кадрите на ВМРО (обединена) в партийните организации. По оценката на Методи Шаторов Ивановски не е фракционер, политически е добър и годен за агитпропска работа, но е „плашлив и изпада в паника. В момента е нелегален в София“. Ивановски иска да замине за Испания в Интернационалните бригади, но не му е позволено. През 1937 година по повод раждането на престолонаследника Симеон Търновски присъдата му е намалена на две години, вследствие на което той се предава доброволно на властите. В средата на 1939 година е освободен.

### През Втората световна война (1939 – 1944)
След излизането от затвора е секретар на два районни комитета на БКП в Пловдив. През юни 1940 година по време на голямата стачка на тютюноработниците е председател на стачния комитет в Пловдив. След стачката е арестуван, но не му е повдигнато обвинение. Освободен е и за известно време е интерниран. След нападението на Германия над Съветския съюз на 22 юни 1941 г. и обявения нов курс на БКП към въоръжена борба, става нелегален. В 1942 година вследствие на провал е заловен. Измъчван в пловдивската полиция, се опитва да се самоубие като се хвърля от прозореца, но оцелява като си чупи двата крака. Осъден е на 15 години затвор. В средата на 1943 година заедно с група политически затворници от Пловдив е прехвърлен в затвора в Идризово, Вардарска Македония, тогава анексирана от България.

#### „Македонският въпрос в миналото и днес“
В затвора в Идризово Васил Ивановски създава основното си произведение „Македонският въпрос в миналото и днес“, останало непубликувано до 1995 година. Книгата е систематизация на лекции по политическо възпитание на затворниците в Идризово, предназначена за Битолския затвор и е опит да се представи историята на „македонския народ“ от най-стари времена до съвременността през призмата на марксическата и сталинистката философия. С това си дело, според Иван Катарджиев, Ивановски се превръща в „основоположник на македонската историография“.
Основните акценти в книгата са държавната традиция на територията на Македония, етническото и националното конституиране на македонския народ, формирането на македонска държава в условията на разделение на областта и постигането на хармонични отношения между различните националности в новата държава.
Според Ивановски до XI век съществуват три македонски държавни формации – на древните македонци, Съюзът на македонските славинии и държавата на цар Самуил в X век. Така държавната традиция на Антична Македония е предистория на македонската нация, а истинските ѝ корени са в VI век, когато новодошлите славянски племена образуват тук първото племенно обединение със заварените илирийски племена. Ивановски твърди, че македонското възраждане се преплита с българското национално възраждане, и че борбата за църковна независимост добила манифестиран български характер, но по своето вътрешно съдържание си останала чисто македонска. Така той смята, че в процеса на национално оформяне на македонския народ има прекъсване поради вплитането в него на „българската националистическа пропаганда“. Крайният извод на Ивановски е, че конституирането на македонската национална самобитност навлиза в своя краен етап в 1940-те години. Третия проблем за обединението на Македония Ивановски не го решава чрез традиционното виждане на Коминтерна за Балканска федерация – теза, която той отхвърля като неосъществима още в „Задачите и идеите на македонското прогресивно движение“ – а се застъпва „за правото на македонския народ да се организира в своя национална държава, в една македонска народна република“, изградена на принципите на народовластието и националното равноправие. Така от двете идеи за бъдещето на Македония – федерална единица в Югославия и независима македонска република – подкрепяна с Декларацията на ОФ от есента на 1943 г. – Ивановски избира втората за пръв и последен път в творчеството си. Ивановски предлага формирането на македонски национални комитети в България, Югославия и Гърция, които да разработят технологията за обединяване на македонския народи и създаване на Македонска народна република. Правата на националностите в новата държава ще са защитени по съветския модел.

### Строител на Федерална Македония (1944 – 1945)
В началото на втората половина на 1944 година Ивановски заедно с трима други затворници, подпомогнати от местни комунисти, бяга от затвора и се присъединява към партизаните. Веднага е привлечен на работа в пропагандното отделение на Главния щаб на Македония. Избран е за делегат на Първото заседание на Антифашисткото събрание за народно освобождение на Македония и участва в неговата работа.
През август 1944 година публикува в органа на Инициативния комитет за свикване на Първото заседание на АСНОМ „Илинденски път“ статията „За соединуење на македонскиот народ“, издадена по-късно като брошура, в която приема югославското гледище за обединение на Македония, в което Вардарска Македония играе ролята на Пиемонт за другите две части на областта. Според Ивановски, „ако Македонците од грчка и бугарска Македонија сакаат да го извојуваат правото на освободување и самоопределување, за да можат да се соединат со нас во една заедничка македонска држава ќе треба да го минат патот на Македонците од југословенска Македонија“.
При основаването на вестник „Нова Македония“ през октомври 1944 година в Горно Врановци е назначен за негов пръв главен редактор. Покрай тази функция при формирането на първото правителство на Народна Република Македония през април 1945 година става и заместник-министър на социалните грижи.
През периода 1944 – 1945 година Ивановски се противопоставя на просръбската и антибългарска политиката на Лазар Колишевски. В писмо до Георги Димитров и Васил Коларов от 1 декември 1945 г. Ивановски съобщава за антибългарската политика на скопските власти при въвеждането на новата азбука на новия литературен език. В писмото Ивановски изразява своята и на други дейци във Вардарска Македония тревога от насилствените методи, с които се създава македонската нация, от преследването на всичко българско и на функционери, изявили съмнение или несъгласие със сърбизацията на обществения живот, на езика и културата.
| „ | Сбогувайки се с близките от Вардарска Македония, и Д. Влахов, и ген. Апостолски, и председателят Ченто, и В. Марковски поискаха да знаят дали се познавам с другарите Димитров и Коларов. Желанието им бе да мога да ви осведомя за това, що става там. Ченто дори ме задължи да предам, че „по причини на някои отговорни фактори, ние в Македония не можем да си изпълним делото така както трябваше“. А генералът дословно ми каза: „Аз вярвам, че работите ще се изменят, иначе не намирам смисъл да живея и ще си тегля куршума.“ | “ |

По-нататък Ивановски излага насилията във Вардарска Македония над партийните кадри, налагането на особено сърбизиран македонски език, широката идеологическа обработка на хората и особено на младите против БРП (к), България и българския народ и накрая пише „А народът, на народа е станала мечта, първа мечта влизането на България във федерацията, убеден, че тогава няма да е така както е сега.“ Българският историк Добрин Мичев смята, че според финала на писмото авторът „вярва, че не ще бъде убит българският дух във Вардарска Македония“, но според изследователя от Северна Македония Новица Веляновски, Ивановски намеква за „градењето добрососедски односи и на самостојноста на Македонија и на македонската нација, а не на нејзиниот „бугарски дух“... Всушност, бугарски дух во Македонија, особено по завршување на војната не постоеше...“
Като резултат Ивановски е репресиран и се връща в България. Според Иван Катарджиев причина за връщането в България е „неговото разочарување во раководството на македонската држава, поради некои аспекти на практичната политика“. Катарджиев смята, че подобно на Павел Шатев и Панко Брашнаров, които открито се противопоставят на дебългаризацията на Вардарска Македония, Ивановски, независимо от изразеното си македонско съзнание, подценява „собственото национално битие“. Самият Ивановски пише: „през ноември 1945 година по политически причини напуснах Скопие и се върнах в България.“

### Македонизатор в Пиринска Македония (1945 – 1948)
В България Ивановски развива дейност за културна автономия на Пиринска Македония. Става началник на отдела за агитация и пропаганда при ЦК на БКП и председател на Централния македонски инициативен комитет на културно-просветните дружества (бившия Национален комитет). Заедно със Симеон Касабов, Асен Чаракчиев и Михаил Сматракалев, Ивановски е в групата на най-горещите защитници на югославския македонизъм и опита да се формира македонистко държавно формирование в българската държава, като на тях се противопоставят по-национално настроените комунистически дейци като Владимир Поптомов, Христо Калайджиев, Йордан Анастасов, Димитър Ганев. Ивановски пътува, агитира и развива активна публицистична дейност, популяризира АСНОМ и новата федерална македонска държава, изнася доклади, в които се прокарва югославското разбиране по Македонския въпрос. Организира празнувания, чествания и екскурзии по повод важни дати, свързани с личности и събития от македонската история. В 1947 година е в основата на празненствата на 44-тата годишнина от Илинденското въстание и третата от Първото заседание на АСНОМ. Секретарят на околийския комитет на БРП (к) в Петрич Горан Ангелов се оплаква, че Ивановски и скопският книжар в града Юрдан Юрдановски забранявали на театралните групи да играят пиеси на български език. Съмишленици на Ивановски търсят съдействие от Вълко Червенков той да бъде преместен от агитационния отдел на ЦК на държавен пост в Министерството на народната просвета или в Комитета за наука и изкуство и освен Владимир Поптомов и той да отговаря за „Македонския край“.
В началото на 1946 година по инициатива на крайните македонисти Ивановски, Сматракалев, Георги Абаджиев, без одобрението на ЦК на БРП (к) се провежда конференция на македонците комунисти, на която Ивановски изнася доклад „Актуелните въпроси на Македония“. В доклада си сочи, че дейността сред емиграцията „е силно намаляла и спряла“, тъй като няма ясни директиви от ЦК и Националният комитет е немарлив. Също така смята, че на македонците в България трябва да се даде правото на „национално малцинство“ и доказва историческите корени на македонската нация, като твърди, че населението в Пиринска Македония и емиграцията са „неразделна част от тази нация“. По въпроса с федерацията Ивановски изцяло възприема югославските позиции – присъединяването на Пиринска Македония към НР Македония е главно предварително условие за бъдещата българо-югославска федерация. Събранието изпраща и изложение до ЦК на БРП (к), с което се иска свикване на национална конференция на македонските комунисти и изясняване на партийните позиции по Македонския въпрос и поставяне на задачи пред емиграцията.
Докладът Ивановски развива като отделна брошура със същото име – „Актуелни въпроси на Македония“. Тя има за цел да отговори на антимакедонистката кампания на българските опозиционни партии. Ивановски ги призовава да „оставят македонския народ сам да си решава своите проблеми и съдба, защото никой няма право да се меси в неговите вътрешни работи“. В брошурата се виждат и някои от причините за неговото напускане на Югославия – проблемът със сърбизацията на македонския литературен език и изхвърлянето на българските букви от него. Ивановски пише писмо до един „македонски ръководител“, вероятно Колишевски, в което възторжено коментира решенията на Х пленум на ЦК на БРП (к) по Македонския въпрос, който „прие нашето становище по националния въпрос“, и който откривал големи възможности за работа и перспективи.
Македонистичните му усилия обаче се сблъскват с упорита съпротива. Ивановски изнася реферат за македонската история пред професорите в Университета, тезите в който са остро атакувани от присъстващите и защитени от Тодор Павлов. Според Ивановски, ако този реферат е бил известен на Политбюро на ЦК и на Георги Димитров, решенията на XVI пленум на ЦК на БРП (к) по въпроса за Пиринска Македония нямало да бъдат в тази форма и с това „погрешно“ съдържание.
На 1 юни 1947 година под натиска на Иван Масларов Ивановски е избран за председател, а Ангел Динев и Кръстю Костов за подпредседатели на Централния инициативен комитет за създаване на македонски културно-просветни дружества, които да заменят изцяло съществувалите дотогава организации. След реформата от февруари 1948 г. и разформироването на областите, както и на областните партийни, отечественофронтовски и профсъюзни ръководства, до създаването на окръзите през септември 1949 г. централните ръководства работят директно с околийските. За работа с околиите в Пиринска Македония е създадена тричленна комисия, в която влизат Владимир Поптомов, Кръстьо Стойчев и Васил Ивановски.

### След Резолюцията на Информбюро (1948 – 1949)
След обявяването на Резолюцията на Информбюрото на 29 юни 1948 г. и разрива между Сталин и Тито, на 1 юли Васил Ивановски изнася реферат пред актива на културно-просветните дружества в София „Гоце Делчев“, в който разяснява Резолюцията, и в който са обяснени причините за напускането на Югославия пред 1945 година, като основната му теза е, че в „Македония под влияние на Белград не се празнувало Илинденското въстание, тъй като то е смятано за българско“. В отговор, на 15 юли Борис Мильовски публикува в скопския официоз „Нова Македония“ статията „Моралният лик на Васил Ивановски“, в която Ивановски е обявен за предател и кариерист.

#### Писмо-доклад до ЦК на БРП (к)
Обвиненията срещу Белград са доразвити в писмото-доклад на Централния македонски инициативен комитет от юли, в което обаче се критикува и новият партиен курс, възприет на XVI пленум. На 20 юли комунистите членове на ЦМИК и дошлите специално от Скопие Ангел Динев и Катина Къцева се събират, за да обсъдят решенията на пленума. Ивановски като председател изнася доклад, в който изразява несъгласие с факултативното изучаване на македонски език, искането да се даде право на населението във Вардарска Македония за самоопределение, изгонването на скопските книжари. Ивановски твърди, че решенията на пленума са взети под влияние на Поптомов, който бил националист. Първоначалната идея на Ивановски е докладът да се изпрати на Информбюро, но някои присъстващи като Христо Кляшев се възпротивяват и накрая е решено да се прати на ЦК на БРП (к).
В този обширен доклад от 600 страници, подписалите се Ивановски, Ангел Динев, Соколов, Петър Хаджиделев, Христо Михайлов и Къцева критикуват волунтаризма, настъпил в македонската политика след решенията на АСНОМ, както и двойствената политика на ЦК на БРП (к) по Македонския въпрос. Първата част на доклада е критика на политиката и практиката на КПЮ и КПМ, а втората – на БРП (к). Според подписалите доклада решенията на XVI пленум на ЦК по Македонския въпрос са в противоречие с тези на Х пленум и с изявленията на Георги Димитров, те са отстъпление от дотогавашната политика на партията и са „погрешна стъпка“, която води до „опасни последици“.
Обвиненията срещу КПЮ и КПМ са от три типа – по отношението им към историческото наследство, по актуалната политика по важни културни и образователни въпроси и по отношението им към някои личности от политическия живот в Народна република Македония. Обвинен е Милован Джилас, че квалифицирал Илинденското въстание като „българско“ и искал то да не се признава, и че не бил доволен от езика на „Нова Македония“, който той наричал „български вестник“ и упражнявал натиск за още по-голямо сърбизиране на македонския литературен език. Според подписалите, ръководителите в Белград и Скопие се плашели от етническата близост между македонския и българския народ, което било причина за изопачаване на македонския език и азбука, както и за недопускането на български вестници и книги в страната. Обвинен е и Колишевски, който като нов в македонското освободително движение, се опитвал на практика да реализира възгледите на Джилас, опитвал се да убеди другарите си, че свикването на АСНОМ на 2 август 1944 година погрешно е свързано с Илинденското въстание, и обявявал Гоце Делчев за „един българин без значение за Македония“. По езиковия въпрос обвиненията са, че макар на теория правителството да е приело централното наречие за основа на литературния език, на практика ръководството на КПМ налагало скопския диалект, изпъстрен с директно заети сърбизми, изхвърлянето на „ъ“ затормозява македонския литературен език, а скопските ръководители искали и директно да заемат две сръбски букви, което било предотвратено единствено след енергичната намеса на Георги Димитров. Споменат е поетът Венко Марковски, който заради протеста си за изхвърлянето на „ъ“ е критикуван и изключен от партията. Така според доклада се създавал литературен език, който трудно се разбира, особено в Пиринска и Егейска Македония, и който спъва политическото и културното развитие на македонския народ. Споменати като пострадали или разочаровани от тази политика са Димче Аджимитрески, Михайло Апостолски, Неджат Аголи, Кирил Петрушев, Ацо Петровски, Петре Пирузе, Благой Левков, Любен Лапе и Даре Джамбаз. Димитър Влахов и синът му Густав Влахов били подложени на различен натиск – Густав бил преместен в Белград, за да бъде изолиран, а на Димитър по същата причина предлагали университетско място в Белград. Други като Мире Анастасов бил изпратени на дипломатическа служба. Всички те били обвинявани, че са българи и били следени от ОЗНА.
Но с особено голямо недоверие се ползвали кадрите, които произлизат от македонската емиграция в България и са възпитаници на БРП (к). Това най-силно го почувствал Васил Ивановски, който искал да помогне с приятелски съвет на Колишевски и му показал грешките на скопското ръководство по много въпроси. Това обаче станало причина Ивановски да напусне Македония. В доклада се твърди, че Ивановски е уволнен като главен редактор на „Нова Македония“ заедно с още двама редактори, защото в договорка с просветния деец Епаминонда Попандонов не искал да печата вестника на караджица.
Обвиненията срещу БРП (к) са, че тя се изплашила от голямата активност на българската опозиция, изпълнена с омраза към Югославия и отричаща македонската нация, и цели три години „проточила“ даването на културната автономия в Пиринска Македония и в крайна сметка не дала „териториална, политическа и културна автономия“. В доклада се напомня решението на ЦК на БРП (к) в новата конституция Пиринският край да се отдели като македонски национален край и се определя отказването от него като неправилно, тъй като към момента Горноджумайска област е „обикновена административна област както останалите в България“. Докладът критикува и решението да се въведе „македонски език“ и „македонска история“ в българските училища, а не да се отворят изцяло „македонски училища“, искат се държавни субсидии за Македонския народен театър в Горна Джумая, списването на „Пиринско дело“ на „македонски език“ и връщането на редакцията му от София в Горна Джумая. Всичко било „половинчато – и македонско и българско“. Според подписалите доклада истина е, че езикът, на който говори народът в Пиринския край е силно българизиран, но не е и „чисто български“, както се говори в едно писмо на ЦК на БРП (к). Хората не разбират добре македонския литературен език, особено както го налагат ръководителите от Скопие изопачен и сърбизиран. Ръководството на БРП (к) е обвинено, че не е поставило този въпрос пред Белград и Скопие, и че не предоставило на македонските ръководители в Пиринския край да подобряват македонския език, като например да върнат в азбуката „ъ“, без която македонският език не може да мине.
На особено остра критика е подложен двойственият стандарт на партийната политика в Пиринска Македония – от една страна се учи македонска история и македонски език от македонски учители, а от друга българска история по учебници, издавани след 1944 г., в които липсва македонската нация и се твърди, че миналото на Македония е българско. Изпращат се от София и оратори като Георги Караславов, които се палят в областта като пред едно българско население. На ЦК се прави забележка, че макар и да е признал македонската нация и НР Македония, някои негови членове все още стоят на „стари гледища“ и разглеждат македонската нация без минало, без оня „дълъг исторически процес“. Като директен носител на това становище, че към 1878 г. македонските славяни са българи, и че виновни за създаването на македонската нация и държава не са историческите процеси, е посочен Владимир Поптомов. Обвинени са и Трайчо Костов, който поддържа същия възглед в третата си лекция по история на БРП (к) и Васил Коларов в речта си по повод 70 години от освобождението на България. Вълко Червенков не позволявал никаква критика на вижданията на БРП (к) за историята на македонския народ от страна на македонските делегати. Подписалите доклада заявяват, че въпросът за самостоятелното развитие на македонския народ е изяснен в рефератите на Ангел Динев, Васил Ивановски и Михо Сматракалев.
Критикуват се и решенията на XVI пленум на ЦК на БРП (к), с които се обвинява Колишевски за преследването на каквато и да е проява на българско национално съзнание у населението на НР Македония. Според Ивановски това на практика е искане да се признаят права на национално малцинство на българския елемент в Македония. Такова искане според Ивановски е без основание, тъй като такова малцинство в НР Македония няма. Това искане се опира на остатъци от старото българско народностно влияние в Македония, осъществявано от Екзархията чрез църквата и училището, тоест на изкуствено насаденото национално съзнание на македонския народ. Повдигането на един такъв въпрос от страна на ЦК на БРП (к) щяло да активизира реакционерите в НР Македония – единствените, които все още минавали за българи. На решението на XVI пленум населението в Македония да бъде оставено само да определя своята националност подписалите доклада отговарят, че това вече е сторено, категорично отхвърлят решението на населението в Пиринска Македония да се даде право на самоопределение, тъй като там няма българи и такова решение щяло да доведе до разпадане на македонската нация и в НР Македония. Твърди се, че македонският народ е едно общо икономическо, географско и национално цяло и, ако се иска правилно решение на Македонския въпрос, тоест обединение на трите дяла на Македония в единна национална държава, трябва да се засилва и култивира македонско национално съзнание у народа в Пиринска Македония. Съответно подписалите се обявяват против факултативното изучаване на „македонския език“ и решението на XVI пленум за изгонването на скопските учители и книжари. Ивановски отхвърля и критиките срещу Колишевски, че бързал с обединението на двата дяла на Македония преди да се осъществи федерацията между България и Югославия и с това „поставял колата пред воловете“:
| „ | Ние казваме: два дена, един ден да е, но да е по-рано присъединяването на Пиринска Македония към НР Македония... | “ |

Докладът е изпратен на 21 юли, на 22 е препратен на вътрешния министър Руси Христозов и е решено да се постави на дневен ред на Политбюро и на това заседание да се повика Ивановски. Политбюро реагира рязко на доклада, обсъден на 29 юли в присъствието на Ивановски. Позицията на подписалите е определена като „наливаща вода във воденицата... на днешните югославски ръководители“, Ивановски е освободен по негова молба от поста председател на МЦИК, който се прекръщава на Македонски културно-просветен комитет, освободен е и от апарата на Агитпропа на ЦК и е наказан с порицание.
Същата година Васил Ивановски и Спиро Василев правят опит да издадат дневника на революционера Васил Чекаларов, но книгата е иззета от МВР като доказателство по предстоящото дело срещу Васил Ивановски.

### Процесът срещу групата на Трайчо Костов
В 1949 година Ивановски е арестуван като Титов шпионин и съден на процеса на Трайчо Костов. Обвинителният акт гласи:
| „ | Арестуван през 1942 година, във връзка с провала на нелегалната комунистическа организация в град Пловдив, издава трима членове на нелегалния районен комитет на партията – Спас Баталов, Желязко Георгиев и Райна, а също така потвърждава показанията на обвиняемите по същото дело по отношение на видния български комунист Петър Ченгелов, който по-късно бива обесен. През ноември 1945 година, със знанието и съгласието на югославските ръководители, заминава от Скопие за София за провеждане на подривна работа сред македонците – граждани на Народната република България. Промъкнал се чрез измама на работа в Софийския областен комитет на партията, а по-късно и в отдела за агитация и пропаганда при ЦК на БКП и, злоупотребявайки със своето служебно положение, редовно снабдява със секретни материали бившия секретар на югославското посолство Митко Зафировски и неговия приемник Павел Момчилович. | “ |

Благой Хаджипанзов и Васил Ивановски са обвинени:
| „ | а) в измяна, чл. 98, чл. 99-г, ал. 4 от Наказателния закон: за това, че са образували и ръководили нелегални групи, с цел насилствено откъсване на Пиринския край от Народната република България и, по този начин да се отслаби държавната власт в страната, а също така за това, че са разпространявали, самите те и чрез други, клеветнически и неверни твърдения, за да предизвикат недоверие към народната власт и отделни нейни органи и внесат смут сред народа; б) в шпионаж, чл. 112, т. 1 и чл. 111-г, ал. 1 от Наказателния закон: за това, че са събирали и предавали – както лично, така и чрез други на чуждо – югославското – разузнаване сведения, които представляват държавна тайна, а също така, че са се поставили в разпореждане на чуждо разузнаване за шпионска работа. | “ |

По време на разпита Ивановски се признава за виновен и дава пълни обяснения за престъплението си, включително и събитията, които го предхождат. Признава за две престъпления срещу партията и българския народ, като за първо престъпление посочва факта, че след провала на Септемврийското въстание проявил малодушие и предал на полицията членове на районния комитет и потвърдил показания, в резултат на което Петър Ченгелов е обесен. Второто престъпление е причината за арестуването му в 1949 година. За второто си престъпление Ивановски посочва като причини доктринерското си разбиране по Македонския въпрос и нараненото си честолюбие и озлоблението си срещу ЦК на БКП.
Осъден е от Върховния съд на 12 години строг тъмничен затвор с лишаване от права за срок от 15 години, глоба от 200 000 лева, която при невнасяне се заменя с 1 година затвор и конфискация на цялото му имущество.
През есента на 1954 година присъдата на Ивановски е намалена със 7 години, а през октомври 1955 година е окончателно помилван. Води изолиран живот и умира в София през 1991 година.

## Творчество
- За идеите и задачите на македонското прогресивно движение в България, 1933.
- За соединуење на македонскиот народ, Државна штампарница „Гоце Делчев“, 1944.
- Актуелните въпроси на Македония, Издателство „Народен фронт на югославяните в България“, 1946.
- Защо ние македонците сме отделна нация на Уикисорс.
- Зошто ние Македонците сме одделна нација, Избрани дела, Скопје, 1995.